# Matelote de anguilas
La matelota de anguilas (en francés, matelote d'anguille, /mat.lɔt dɑ̃.ɡij/) es un plato típicamente marinero elaborado con anguila cortada en trozos y cocida en vino tinto. Se trata de una de las matelotas más populares y tiene su origen en el siglo XVIII en las tabernas a las orillas de los ríos Marne y Sena, cerca de París.
Los trozos de pescado se marinan en vino tinto, junto con cebolla, coñac, ajo y con otros aromatizantes como hierbas varias (bouquet garni). Luego se cuece para espesar la salsa y se sirve con rebanadas de pan con mantequilla y perejil picado o patatas.

## Historia
Este guiso se popularizó a finales del siglo XVIII en las tabernas a las orillas de los ríos Marne y Sena, cerca de París. Se elaboraba con guinguet (/ɡɛ̃ɡɛ/), un tipo de vino blanco agrio y barato que se producía antiguamente en la Isla de Francia. Del vino surgió el nombre de las tabernas o cabarés donde se servía el matelote: los guinguettes.
En la década de 1780, dos gastrónomos parisinos tenían la costumbre de acudir a la taberna Gros Caillou, a orillas del Sena escribieron: «Este lugar poblado por tabernas está al borde del río, sobre Los Inválidos. Allí, comemos matelote, el objeto definitivo y querido de las apuestas parisinas. Un buen matelote cuesta un louis d'or; pero es una comida deliciosa, cuando no se la pierde. Los cocineros más famosos bajan la bandera frente a un marinero que sabe mezclar y preparar carpas, anguilas y gobios. Ese día ceden sus trabajos a la mano tosca que maneja el remo. Los cocineros pueden estar celosos; acomodan los otros platos, excepto el matelote; por lo tanto, ordena a cualquier maestro o conocedor aficionado».
El matelote de anguilas deriva de una receta anterior, el soringue de anguilas, un plato del siglo XIV típico de la burguesía de París (Bourgeois de Paris), que en 1390 quedó registrado en el famosos libro de cocina francés Ménagier de Paris.

## Acompañamiento
Tradicionalmente, el matelote se acompaña del mismo vino tinto que se usa para el maridaje. Se recomiendan Irancy, Beaune, Pinot-noir de Alsacia, Corbières, Bourgueil o Chinon.